# Прато Сезија
Прато Сезија (итал. Prato Sesia) је насеље у Италији у округу Новара, региону Пијемонт.
Према процени из 2011. у насељу је живело 1578 становника. Насеље се налази на надморској висини од 285 м.

## Становништво
Према резултатима пописа становништва 2011. у општини је живело 1.993 становника.
| 1931. | 1936. | 1951. | 1961. | 1971. | 1981. | 1991. | 2001. | 2011. |
| ----- | ----- | ----- | ----- | ----- | ----- | ----- | ----- | ----- |
| 1.809 | 1.873 | 1.759 | 1.737 | 1.736 | 1.958 | 1.928 | 1.936 | 1.993 |